# Laura Bertone
Laura Bertone (Buenos Aires, Argentina) es una intérprete, escritora, conferencista y docente argentina, autora de numerosos libros, ensayos y artículos sobre interpretación simultánea del castellano, inglés y francés.

## Biografía

### Estudios
Nacida en Buenos Aires, se formó como intérprete cuando todavía no había carreras formales y detalladas de interpretación. A los 4 años comenzó a recibir clases de inglés y en el colegio aprendía francés. Se recibió de maestra en el Lenguas Vivas y de profesora de inglés en el Instituto Superior del Profesorado Joaquín Victor González con medalla de oro. Estudió interpretación con Emilio Stevanovitch, uno de sus mentores, quien fue un pionero en el arte de la interpretación en la Argentina. Tras su paso por la École supérieure d'Interprètes et de Traducteurs (l’ESIT), obtuvo el Diploma de Estudios Avanzados en interpretación en la Sorbonne Nouvelle y el doctorado en lingüística en la Universidad de París VIII, especializándose en comunicación, procesos cognitivos y semántica general. Junto a Patrick Lagadec, se concentraron en trabajos de “restitución de experiencias” tras situaciones de crisis, habiendo actuado para la plana mayor de importantes organizaciones argentinas asesorando, en forma individual o conjunta, sobre temas puntuales conexos. Asimismo, asistió a seminarios de “General Semantics” en California, en la Universidad de Hofstra,  “Language Ontology” con Maturana y “Building Diverse Teams in Corporations” en Portland.

### Trayectoria como Intérprete
Laura Bertone es una de las intérpretes más importantes de Argentina y trabajó durante más de 40 años para la AIIC (Asociación Internacional de Intérpretes de Conferencias), veinte de ellos con base en París. Entre sus funciones como intérprete simultánea, se encuentran las de transmitir los mensajes del discurso a la lengua de llegada tan rápido como le sea posible desde la lengua de partida, mientras que el orador o el hablante de esta lengua continúa hablando. Para este trabajo se deben tener en cuenta diversos aspectos, como el registro utilizado, la información implícita en dicho mensaje y las emociones de aquel que habla.

“Una cosa es estar sentada en una cabina allá arriba con mil personas escuchando a un señor que se ve lejos, otra es haberlo conocido, aunque sea un instante, ahí se produce la conexión. Cuando interpretás es necesario tener empatía para hablar desde el lugar del otro, aunque no compartas sus ideas”.
Laura Bertone, Diario Clarín

De su experiencia previa como intérprete de conferencias para la AIIC, pasa a la aplicación directa en el campo de la comunicación intercultural a través de intervenciones, estudios e investigaciones cross-culturales a menudo solicitados desde el extranjero. A lo largo de su destacada carrera, Bertone ha realizado la interpretación simultánea de diversos mandatarios, presidentes, políticos y figuras de renombre como el mismísimo Neil Armstrong, primer ser humano en pisar la Luna.

### Trabajo como Conferencista
Da regularmente conferencias y seminarios para instituciones públicas y privadas, nacionales e internacionales como la Universidad de Cambridge (UK), Universidad de Buenos Aires (UBA), Universidad de la Plata (UNLP), Universidad de Estudios Internacionales de Shanghái, Universidad China de Hong Kong, Universidad de Ciencia y Tecnología de Taiwán, Universidad Nacional de Kaohsiung, entre otras. Fue profesora invitada en el Instituto de Lenguas Vivas, en el Monterey Institute of International Studies (California, 1985), en el Wenzao Ursuline College of Languages (2009) y desde 2007 en la maestría de Traductorado e Interpretación de la Facultad de Derecho de la UBA. Fue conferencista y organizadora de seminarios de comunicación estratégica para el mundo empresario. Fue ponente en congresos internacionales de la OTAN, ADCA, AILA, Recursos Humanos, el seminario Impact of Multilingualism on World Events and Economic Boost, en la IX Conference on General Semantics (Hofstra University), en la Fundación Internacional Jorge Luis Borges, la Maison de l’Amérique Latine y en ciudades como Bruselas, Venecia, Las Vegas o Nueva York.
Fue creadora del programa “Ordenadores Mentales: re-aprendiendo a pensar”, de aplicación transversal en el mundo académico, empresario y pedagógico, facilitando una reorganización de los conocimientos y, por consiguiente, posibilitando cambios de actitud. Desde hace más de dos décadas, dirige EVOLUCION, una consultora especializada en la difusión de herramientas comunicacionales para la formación pedagógica e intercultural de dirigentes, creación de redes y prevención de crisis.
Como especialista en comunicación, Bertone fue convocada en 2020 por el New York Society for General Semantics en la 68.ª conferencia en memoria de Alfred Korzybski para presentar la conferencia "¿Cómo preservar la cordura, y la esperanza, en medio de un entorno semántico caótico?" (How to Preserve Sanity [and Hope!] In the Midst of a Chaotic Semantic Environment?).

## Libros
Como escritora, publicó distintos libros referidos a la comunicación, el lenguaje y la interpretación. Entre ellos, se destaca "Ruptura y Reconstrucción: Lo que la Experiencia Argentina Nos Enseña" (2003) junto a Patrick Lagarde, donde plantean lo que la experiencia en la Argentina nos enseña.
En un artículo del diario argentino La Nación, el prestigioso investigador francés y la especialista argentina en comunicación intercultural reflejaron los conceptos principales del libro en las siguientes líneas:

Tal es el ánimo que predomina hoy en el mundo. Ante esta situación, la pregunta es simple: ¿aceptamos este fracaso de la esperanza como único e irreversible destino o afirmamos, en cambio, nuestra libertad de acción renovada y firme? De apostar por la segunda alternativa, el trabajo que tenemos por delante es enorme: ¿cómo volver a tejer los hilos de la confianza en un mundo en riesgo, que ha perdido toda noción de seguridad? ¿Cómo reconstruir los puentes arrasados por los brutales desmoronamientos de los últimos años? Esta preocupación que hasta ahora parecía sólo argentina se está convirtiendo en universal.
La Nación, 7 de diciembre de 2003

Asimismo, en su libro "En torno de Babel: estrategias de la interpretación simultánea" (1989), donde el distinguido e investigador profesor francés Gilles Fauconnier de la Universidad de California, escribió las siguientes palabras para su prólogo:

El libro que nos ofrece Laura Bertone trata sobre la traducción simultánea y constituye en sí una contribución importante a la comprensión de esta materia. Pero la obra tiene un alcance mayor: el estudio riguroso de una actividad específica, la interpretación, va a servir de revelador de las operaciones cognitivas de la vida cotidiana; ésas que tanto nos cuesta detectar directamente por encontrarse, precisamente, distribuidas en forma universal.

Para que se produzca esta revelación, hay que actuar en dos tiempos: destruyendo primero lá imagen social simplista de la traducción como transferencia casi automática de un código a otro; y recomponiendo luego la actividad en profundidad, aferrándola a los esquemas cognitivos más generales que ella misma pone en evidencia.
En esto reside el interés y la originalidad del trabajo emprendido aquí por Laura Bertone.
Gilles Fauconnier

## Reconocimientos
Es miembro honorario de la Asociación de Intérpretes de Conferencias de la Argentina (ADICA) y fue miembro del directorio del Institute of General Semantics de Nueva York. 
En 1978 participó del European Parliament Symposium on languages en Luxemburgo. Fue miembro del equipo de profesores que dio el seminario "How to use your intelligence more intelligently" Oakland, California. Bertone fue intérprete AIIC en casi 1000 conferencias internacionales para políticos del más alto nivel, en la Unesco, el Parlamento Europeo, el Consejo de Europa y para diversos organismos de Naciones Unidas. Fue miembro de ADCA (Asociación de Desarrollo y Capacitación Argentina), miembro de la Asociación de Mujeres Franco-Argentinas y "Visiting Professor" en la maestría de Traductorado e Interpretación de la Facultad de Derecho (UBA), el Monterey Institute of International Studies de California (1985) y en el Wenzao Ursuline College of Languages (2009). Ganadora del General Semantics Hayakawa Award por su libro “The Hidden Side of Babel. Cognition, Intelligence and Sense” (2009). Entre 2007 y 2018 fue copresidente del Foro de la Mujer - Redes Solidarias. 